# 김명관 (1998년)
김명관(金明寬, 1998년 7월 7일 ~ )은 대한민국 출신의 전 축구 선수이며, 현재 스포츠 광고 플랫폼 기업 주식회사 축구인의 대표이다.

## 생애 및 선수 경력
김명관은 서울특별시에서 태어났다. 
이후 일본 야마나시가쿠인대학교 축구 선수로 활동했으며, 도쿄 1부 리그에 참가한 경력이 있다.

## 지도자 경력 및 자격
김명관은 AFC C급 축구 지도자 라이선스, AFC 풋살 지도자 라이선스 Level 1, 대한축구협회(KFA) 전력 분석관 자격을 보유하고 있다.

## 기업가 활동: 주식회사 축구인
2025년 설립한 주식회사 축구인은 유소년 축구팀과 지역 기업을 연결하는 광고 및 후원 플랫폼을 운영하고 있다. 이 플랫폼은 유니폼 광고, 경기장 배너, SNS 콘텐츠, 현장 이벤트 등 다양한 형태의 스포츠 마케팅 상품을 제공한다.
공식 웹사이트: https://chukguin.com

## 주요 프로젝트
과거에는 국내 아마추어 축구 커뮤니티 활성화를 위한 ‘고알레’ 프로젝트와 여성 풋살 플랫폼 ‘풋스타’ 기획에 참여한 바 있다.

## 외부 인증
- 네이버 인물 정보 – 김명관 (공인인증 등록 완료)